# Traugott Buhre
Pour les articles homonymes, voir Buhre (homonymie).
Traugott Buhre est un acteur allemand, né le 21 juin 1929 à Insterbourg et mort le 26 juillet 2009 à Dortmund.

## Biographie
Buhre naît à Insterbourg, en province de Prusse-Orientale. Il est le fils d’un pasteur luthérien. Ses parents divorcent durant son enfance et après la Seconde Guerre mondiale, il commence sa formation d’acteur à l’école de Hanovre.
Buhre est apparu au Théâtre Frankonian de Wetzhausen. Il a été membre des ensembles du Badisches Staatstheater de Karlsruhe, du Staatstheater de Stuttgart, du Schauspielhaus de Bochum, du Thalia-Theater et du Deutsches Schauspielhaus de Hambourg, de la Schaubühne de Berlin, du Burgtheater de Vienne et du Berliner Ensemble.
Sa dernière apparition sur scène eût lieu lors d'une représentation d'Emmanuel Kant par Thomas Bernhard au Schauspielhaus de Zürich en 2009.
Buhre est populaire auprès d’un public plus large pour ses rôles récurrents à la télévision dans Derrick et Tatort, et dans la production cinématographique allemande Anatomy.

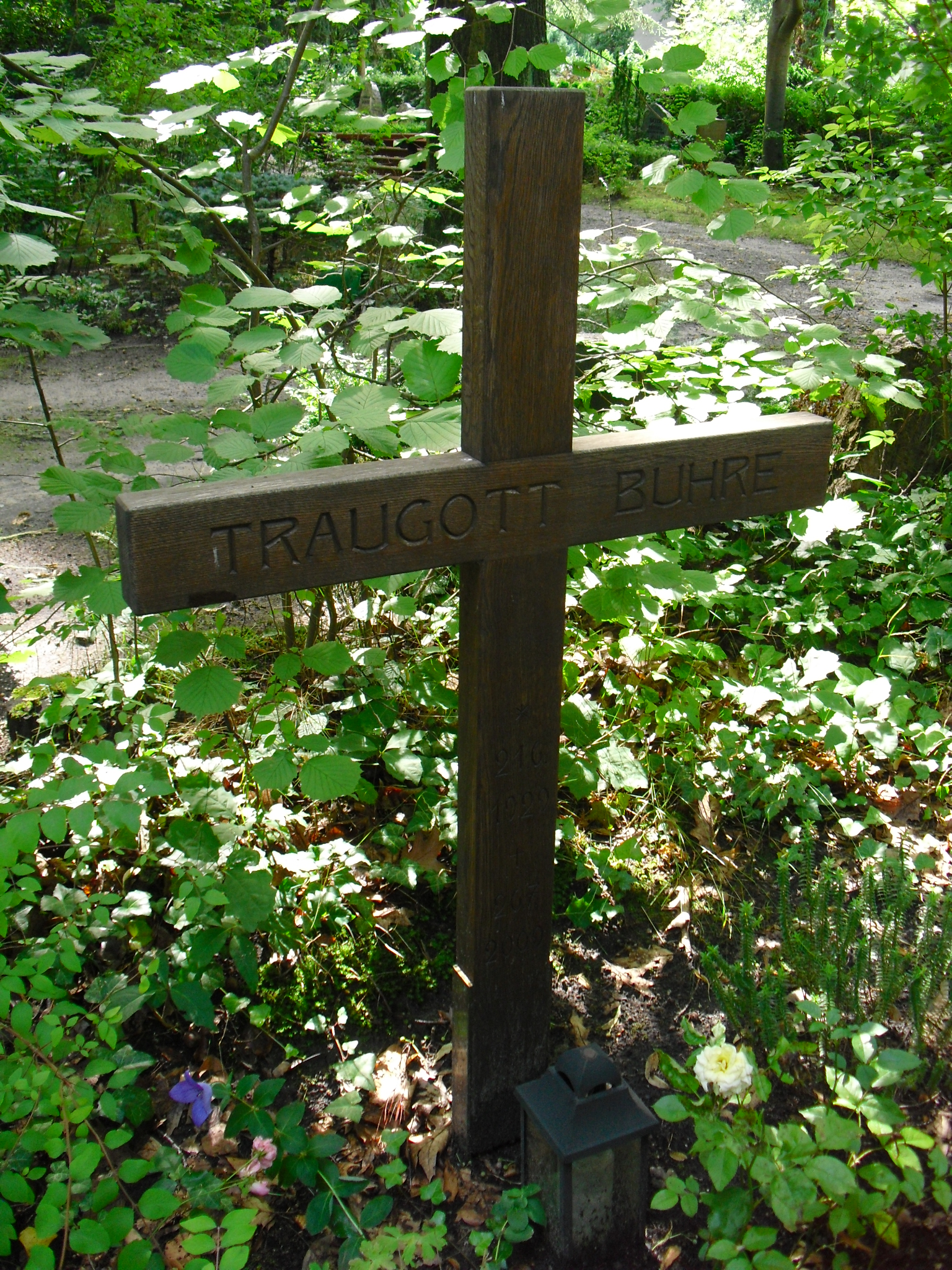
Sépulture de Traugott Buhre au cimetière de Lichterfelde.

Buhre s’est marié deux fois et a eu sept enfants.

## Filmographie partielle

### Cinéma
- 1983 : Est-ce bien cela, Monsieur le Chancelier ? (Is was, Kanzler?) : Dr. Wendemeister[6]
- 1993 : Die Denunziantin de Thomas Mitscherlich : Le directeur de la Dresdner Bank[7]
- 1996 : Peanuts – Die Bank zahlt alles : Dr. Dieter Brinkhoff[8]
- 1997 : Dumm gelaufen : Harm père[9]
- 1999 : Rien que la vérité (Nichts als die Wahrheit) : Dabrowski[10]
- 2001 : Anatomie de Stefan Ruzowitzky : Professeur Grombek[11]
- 2002 : Vaya con Dios – Und führe uns in Versuchung : Abbé Stephan[12]
- 2002 : Sophiiiie! : le vieillard[13]
- 2004 : Schöne Witwen küssen besser : Le père de Corinna[14]
- 2010 : Die Toten vom Schwarzwald : Martin Grünwald[15]

### Télévision
- 1969 : Die Dubrow-Krise : Siegfried Prell, agriculteur[16]
- 1972 : Tatort (épisode Kressin stoppt den Nordexpress) : Oberst Meyer[17]
- 1975 : Der Kommissar (épisode Das goldene Pflaster)[18]
- 1975 : Derrick (épisode La valise de Salzbourg) : Korschoff[19]
- 1977 : Derrick (épisode Une nuit d'octobre) : Steinbrink[20]
- 1977 : Tatort (épisode Drei Schlingen) : Horst Schiesser[21]
- 1978 : Derrick (épisode L'embuscade) : Albert Kolpe[22]
- 1979 : Un chapitre en soi (Ein Kapitel für sich)[23]

- 1982 : Derrick (épisode Un piège pour Derrick) : Mr. Ludenke[24]
- 1986 : Derrick (épisode Les indésirables) : Père Fiska[25]
- 1986 : Avec mes larmes chaudes (Mit meinen heißen Tränen) : Schuberts père[26]

- 1990 : Derrick (épisode La bicyclette) : Anton Fischer[27]
- 1994 : Une équipe de choc (Ein starkes Team)[28]
- 1995 : Die Versuchung – Der Priester und das Mädchen : Le pasteur Johannes Landgraf[29]
- 1995 : Derrick (épisode Le Roi de cœur) : Werner Hauser[30]
- 1998 : Rosa Roth (épisode Die Bank zahlt alles)[31]
- 1998 : Tatort (épisode Bildersturm) : Oncle Richard Schenk[32]
- 1999 : Tatort (épisode Bienzle und der Zuckerbäcker) :  Kurt Hasselt[33]
- 2007 : Tatort (épisode Sterben für die Erben) : Karl Grimm[34]
- 2008 : Tatort (épisode Krumme Hunde) : Rudolf Boerne[35]